# 针叶苋
针叶苋（学名：Aerva monsoniae）是苋科白花苋属的植物。分布在斯里兰卡、泰国、越南、印度以及中国大陆的海南等地，一般生长在海滨砂地上，目前尚未由人工引种栽培。